# Sparta Praag
Sparta Praag is een op 16 november 1893 opgerichte voetbalclub uit Praag, Tsjechië. Het is de succesvolste club van het land. De thuiswedstrijden worden in de Generali Česká pojišťovna Arena gespeeld.
Ook de vrouwenvoetbalafdeling van Sparta Praag is succesvol. Aan de in het seizoen 2001/02 van start gegane UEFA Women's Champions League (voor landskampioenen) nam het in het seizoen 2008/09 voor de zesde keer deel, in het seizoen 2005/06 bereikten ze de kwartfinale.

## Clubnamen
De club werd opgericht als Athletic Club (AC) Královské Vinohrady. Daarna wijzigde de clubnaam verschillende keren:
- 1894: Athletic Club (AC) Sparta
- 1948: Athletic Club Sparta Bubeneč
- 1949: Sokol Bratrství Sparta
- 1951: Sparta ČKD Sokolovo
- 1953: TJ Spartak Praha Sokolovo
- 1965: TJ Sparta ČKD Praha
- 1991: TJ Sparta Praha
- 1991: AC Sparta Praha
- 1993: AC Sparta Praha fotbal a.s.

## Geschiedenis
Sparta Praag is de bekendste en populairste Tsjechische voetbalclub, die samen met de grootste rivaal Slavia Praag tot het einde van de Tweede Wereldoorlog tot de bijna onoverwinnelijke top van het Tsjecho-Slowaakse voetbal behoorde en ook in het Europese voetbal tot de beste clubs hoorde. Tussen 1919 en 1925 verloor de club in 59 wedstrijden slechts een keer en werd daarom železná Sparta (IJzeren Sparta) genoemd.
Sparta Praag degradeerde slechts één keer naar de eerste liga, in 1975. In 1976 volgde weer promotie naar de hoogste divisie.

## Erelijst
| Internationaal                 |     | |
| Kleine Wereldbeker             | 1×  | 1969 |
| Mitropacup                     | 3×  | 1927, 1935, 1964 |
| Intertoto Cup                  | 3×  | 1980, 1985, 1989 |
| Nationaal tot 1993             |     | |
| Tsjecho-Slowaaks landskampioen | 33× | 1925/26, 1926/27, 1931/32, 1935/36, 1937/38, 1945/46, 1947/48, 1952, 1954, 1964/65, 1966/67, 1983/84, 1984/85, 1986/87, 1987/88, 1988/89, 1989/90, 1990/91, 1992/93 |
| Landskampioen Bohemen-Moravië  | 2×  | 1938/39, 1943/44 |
| Beker van Tsjecho-Slowakije    | 8×  | 1963/64, 1971/72, 1975/76, 1979/80, 1983/84, 1987/88, 1988/89, 1991/92                                                                                              |
| Beker van Tsjechië (1969-1993) | 11× | 1971/72, 1974/75, 1975/76, 1979/80, 1983/84, 1985/86, 1986/87, 1987/88, 1988/89, 1991/92, 1992/93                                                                   |
| Nationaal vanaf 1993           |     | |
| Tsjechisch landskampioen       | 14× | 1993/94, 1994/95, 1996/97, 1997/98, 1998/99, 1999/00, 2000/01, 2002/03, 2004/05, 2006/07, 2009/10, 2013/14, 2022/23, 2023/24                                        |
| Beker van Tsjechië             | 8×  | 1995/96, 2003/04, 2005/06, 2006/07, 2007/08, 2013/14, 2019/20, 2023/24                                                                                              |
| Supercup van Tsjechië          | 2×  | 2010, 2014 |

## Overzichtslijsten

### Eindklasseringen vanaf 1994
| 1 |

| 1 |

| 4 |

| 1 |

| 1 |

| 1 |

| 1 |

| 1 |

| 2 |

| 1 |

| 2 |

| 1 |

| 5 |

| 1 |

| 2 |

| 2 |

| 1 |

| 2 |

| 2 |

| 2 |

| 1 |

| 2 |

| 2 |

| 3 |

| 5 |

| 3 |

| 3 |

| 2 |

| 3 |

| 1 |

| 1 |

| 4 |

| Fortuna Liga | Fotbalová národní liga | ČFL / MSFL |

### Sparta Praag in Europa
Sparta Praag speelt sinds 1927 in diverse Europese competities. Hieronder staan de competities en in welke seizoenen de club deelnam. De edities die Sparta Praag heeft gewonnen zijn dik gedrukt:
Champions League (20x)
1993/94, 1994/95, 1997/98, 1998/99, 1999/00, 2000/01, 2001/02, 2002/03, 2003/04, 2004/05, 2005/06, 2007/08, 2008/09, 2009/10, 2010/11, 2014/15, 2015/16, 2016/17, 2021/22, 2023/24, 2024/25
Europacup I (9x)
1965/66, 1967/68, 1984/85, 1985/86, 1987/88, 1988/89, 1989/90, 1990/91, 1991/92
Europa League (14x)
2009/10, 2010/11, 2011/12, 2012/13, 2013/14, 2014/15, 2015/16, 2016/17, 2017/18, 2018/19, 2019/20, 2020/21, 2021/22, 2023/24
Conference League (3x)
2021/22, 2022/23, 2025/26
Europacup II (6x)
1964/65, 1972/73, 1976/77, 1980/81, 1992/93, 1996/97
UEFA Cup (9x)
1981/82, 1983/84, 1986/87, 1995/96, 1998/99, 2002/03, 2006/07, 2007/08, 2008/09
Jaarbeursstedenbeker (3x)
1966/67, 1969/70, 1970/71
Mitropacup (17x)
1927, 1929, 1930, 1931, 1932, 1933, 1934, 1935, 1936, 1937, 1938, 1939, 1960, 1964, 1965, 1972, 1977

## Vrouwenvoetbal
De vrouwenafdeling van de club speelt in de I. liga žen. Sinds de oprichting van deze competitie in 1993 is de ploeg 21 keer kampioen geworden.

## Bekende (oud-)Spartanen

### Spelers
- Patrik Berger
- Jaromír Blažek
- Wilfried Bony
- Raymond Braine
- Petr Čech
- Jozef Chovanec
- Zdeněk Grygera
- Dávid Hancko
- Adam Hložek
- Michal Kadlec
- Karol Kisel
- Jan Koller
- Matěj Kovář
- Juraj Kucka
- Andrej Kvašňák
- Pavel Nedvěd
- Karel Poborský
- Zdeněk Pospěch
- Tomáš Řepka
- Tomáš Rosický
- Patrik Schick
- Tomáš Sivok
- Tomáš Skuhravý
- Nicolae Stanciu
- Ludovic Sylvestre

### Trainers
- Jozef Chovanec
- Ivan Hašek
- Václav Ježek
- Brian Priske
- Andrea Stramaccioni